# Pietro Strengacci
Pietro Strengacci (Roma, 1909 – Guerra di Spagna, 20 marzo 1938) è stato un militare italiano, decorato di medaglia d'oro al valor militare alla memoria nel corso della guerra di Spagna.

## Biografia
Nacque a Roma nel 1909, figlio di Pergente e Anna Scoppis, all'interno di una famiglia benestante. 
Studente universitario presso l'università di Roma, prestò servizio di leva nel Regio Esercito dal 28 aprile 1930, assegnato all'arma di artiglieria in servizio dapprima presso il 13° Centro contraerei e, dal 1º giugno successivo, al Reggimento misto d'artiglieria della Sardegna. Nel febbraio 1932 fu riformato. Arruolatosi nella Milizia Volontaria Sicurezza Nazionale come camicia nera nella 4ª Legione universitaria nell'aprile 1935, nel dicembre seguente fu trasferito all'8ª Legione DICAT di Roma.  Il 14 gennaio 1937, ottenne di partire per combattere nella guerra di Spagna e si imbarcò a Napoli come semplice caposquadra.  Prestò servizio nel IV Gruppo Banderas e poi nella 508ª Batteria da accompagnamento da 65/17 del 4º Reggimento CC.NN. della 1ª Divisione CC.NN. "23 marzo".  Rimasto gravemente ferito ad una gamba durante la battaglia di Bilbao, rifiutò il rimpatrio e continuò a prestare servizio nel Corpo Truppe Volontarie.  Già decorato di croce di guerra al valor militare e medaglia d'argento al valor militare cadde in combattimento il 20 marzo 1938. Per onorarne il coraggio con Regio Decreto del 29 maggio 1941 fu insignito della medaglia d'oro al valor militare alla memoria.
Gli fu intitolata la batteria antiaerea da 76/40 sita sull'isola di Sant'Antioco in Sardegna, ora dismessa. Una via di Roma porta il suo nome.

### Fonti
1. 1 2 3 4 5 6 7  Combattenti Liberazione.
2. 1 2  Gruppo Medaglie d'Oro al Valor Militare 1965, p. 292.
3. ↑  Sardegna Fortificata.
4. ↑  Medaglie d'oro al valor militare sul sito della Presidenza della Repubblica
5. ↑  Gazzetta Ufficiale del Regno d'Italia n.273 del 19 novembre 1941.
6. ↑  Registrato alla Corte dei conti addì 4 luglio 1941, registro n.23 guerra, foglio n.24.